# Broccostella
Broccostella (en latín Broccus) es un municipio de 2.753 habitantes de la provincia de Frosinone. Situada en el Lacio meridional, dista unos 124 kilómetros de Roma. Este antiguo pueblo está situado en las colinas del sur de Roma, famoso por ser el lugar de nacimiento del tenor Evan Gorga.

## Evolución demográfica
| Gráfica de evolución demográfica de Broccostella entre 1861 y 2001 |
|                                                                    |
| Fuente ISTAT - elaboración gráfica de Wikipedia                    |

## Ciudades hermanadas
- Navan, Irlanda